# 波葛列查
波葛列查（英語：Bochotnica，[bɔxɔtˈnit͡sa]）是波蘭Gmina Kazimierz Dolny行政區的村，位於盧布林省，波蘭東南部Pulawy省及盧布林市之間。現時的人口約為1000人。